# Xavuot
Xavuot (en hebreu: שָׁבוּעוֹת, literalment setmanes) és una festa religiosa jueva que se celebra el dia 6 del mes de Sivan a Israel, i els dies 6 i 7 de Sivan a la diàspora. Xavuot és la segona de les tres grans festes de pelegrinatge, sent les dues altres Sukkot i Pésah. Aquesta festa commemora, segons la tradició rabínica, el lliurament de la Torà i els Deu manaments al Mont Sinaí. El llibre de Rut és llegit a la festivitat de Xavuot.

## Denominacions
El sentit del nom d'aquesta festa (שָׁבוּעוֹת: setmanes) ve de la prescripció bíblica de comptar set setmanes a partir de la segona vesprada de Pésah (Èxode 34,22; Levític 23,15; Deuteronomi 16,9-10).
Altres denominacions :
- Aquesta festa també es coneix amb el nom de Pentecosta jueva, ja que en grec πεντήκοντα significa "cinquantè" : 50 dies després de Pésah. Aquesta denominació fou introduïda per les comunitats jueves de llengua grega cap al segle i.
- Festa de la collita (חַג הַקָּצִיר, Hag ha-Qatsir): Èxode 23,16. A Israel aquesta festa queia durant l'època de les collites, principalment la del blat.
- Dia de les primícies (יוֹם הַבִּכּוּרִים, Yom ha-Bikkurim) : Nombres 28,26. Aquell dia, els Israelites pujaven al temple de Jerusalem per a portar-hi ofrenes.
- Època del lliurament de la nostra Torà (זְמַן מַתַּן־תּוֹרָתֵֽנוּ, Zeman Mattan Toratenu), expressió emprada en la litúrgia. Segons la tradició rabínica, el lliurament de la Torà va ocórrer el 6 de Sivan.
- Atséret (עֲצֶֽרֶת literalment Assemblea), en fonts talmúdiques. Aquest nom, però, és present a la Bíblia i s'aplica també a altres festes. Per la tradició rabínica, atséret significa "conclusió de la festa"; els rabins consideren que la festa de Xavuot és el final de Pésah.